# パワー・エレクトロニクス (音楽)
パワー・エレクトロニクス(Power-Electronics)は音楽のいちジャンル。
パワー・エレクトロニクスは、通常、静的で耳障りなフィードバックの波、サブベースのパルスや高周波のキーキーとした音を生み出すアナログシンセサイザー、時には悲鳴のような歪んだボーカルを含むノイズミュージックのスタイルである。このジャンルはインダストリアルからの影響で知られている。
パワーエレクトロニクスは一般的には、ノイズミュージックのように無調であり、従来のメロディやリズムが欠如している。その音の過剰さに合わせて、パワーエレクトロニクスは極端なテーマやビジュアルの内容に大きく依存しており、歌詞やアルバムのジャケット、ライブパフォーマンスなどに表される。このジャンルはしばしばリスナーや批評家から強い反応を呼び起こし、無視されるか一蹴されることさえある。 パワーエレクトロニクスは初期のインダストリアルレコードシーンと関連があるが、後にノイズにより近い方向へ進化していった。

## 語源と背景
ジャンルの名前は、1982年のアルバム「Psychopathia Sexualis」の裏ジャケットの一部として、WhitehouseのWilliam Bennettによって考案された。1986年、Tellus Audio Cassette Magazineは、Joseph Nechvatalによってキュレーションされたコンピレーション・カセットテープ「Power-Electronics」を制作した。

## デス・インダストリアル
デス・インダストリアルは、低音のドローン、ハーシュ・ループ、絶叫または歪んだボーカルを特徴とするインダストリアルのサブジャンルである。パワーエレクトロニクスとは異なり、よりゆっくりとした、より大気感のある、より刺激の少ないサウンドで、ダークアンビエントを彷彿とさせることで区別される。デス・インダストリアルとして言及されるアクトには、Brighter Death Now、Anenzephalia、Atrax Morgue、Aelia Capitolina、Author & Punisher、Genocide Organ、Ramleh、Hieronymus Bosch、Stratvm Terror、Staat Und Organisation（バンド）、Dead Man's Hillなどが含まれる。